# Max Sachsenheimer
Max Sachsenheimer (ur. 5 grudnia 1909 w Karlsruhe, zm. 5 lipca 1973 w Merzhausen) – niemiecki oficer Wehrmachtu w randze generała majora. Służył w czasie II wojny światowej. Za swoją służbę został odznaczony Krzyżem Rycerskim Krzyża Żelaznego z Liśćmi Dębu i Mieczami.

## Odznaczenia
- Krzyż Żelazny
  - II klasy
  - I Klasy
- Srebrna Odznaka Szturmowa Piechoty[1]
- Odznaka za Rany – czarna
- Krzyż Niemiecki – złoty (3 lutego 1944)
- Krzyż Rycerski Krzyża Żelaznego z Liśćmi Dębu i Mieczami
  - Krzyż Rycerski (5 kwietnia 1942)
  - 472. Liście Dębu (14 maja 1944)
  - 132. Miecze (6 lutego 1945)

## Literatura
- Berger, Florian (1999). Mit Eichenlaub und Schwertern. Die höchstdekorierten Soldaten des Zweiten Weltkrieges. Selbstverlag Florian Berger. ISBN 3-9501307-0-5.
- Fellgiebel, Walther-Peer (2000). Die Träger des Ritterkreuzes des Eisernen Kreuzes 1939-1945. Friedburg, Niemcy: Podzun-Pallas. ISBN 3-7909-0284-5.
- Williamson, Gordon (2006). Knight’s Cross, Oak-Leaves and Swords Recipients 1941-45. Osprey Publishing Ltd. ISBN 1-84176-643-7.